# Nieobecni (serial telewizyjny)
Nieobecni – polski serial kryminalno-obyczajowy z wątkiem śledczym, który jest udostępniany na platformie VOD Player jako produkcja Player Original od 29 grudnia 2020 roku.

## Fabuła
Ceniona tancerka Mila Gajda (Justyna Wasilewska) przyjeżdża do Kasprowa, swej rodzinnej miejscowości, na święta Bożego Narodzenia. Po przybyciu odkrywa, że jej bliscy zaginęli w niewyjaśnionych okolicznościach.
W odnalezieniu bliskich kobiecie pomaga podkomisarz Filip Zachara (Piotr Głowacki) – funkcjonariusz Centrum Poszukiwań Osób Zaginionych, mający zespół Aspergera. Rozpoczyna on dochodzenie w sprawie zaginięcia rodziny Mili.

## Obsada
| Aktor                | Rola                             | Lata występowania       |
| -------------------- | -------------------------------- | ----------------------- |
| Justyna Wasilewska   | Mila Gajda                       | 2020, 2022 (1–2. sezon) |
| Piotr Głowacki       | podkomisarz Filip Zachara        | 2020, 2022 (1–2. sezon) |
| Danuta Stenka        | Elżbieta Zawada                  | 2020, 2022 (1–2. sezon) |
| Eliza Rycembel       | Kasia Zawada                     | 2022 (2. sezon)         |
| Karolina Gruszka     | Suzana                           | 2022 (2. sezon)         |
| Cezary Łukaszewicz   | „Sokół”                          | 2022 (2. sezon)         |
| Aleksy Komorowski    | Tomasz Ryś                       | 2022 (2. sezon)         |
| Magdalena Czerwińska | psychoterapeutka                 | 2022 (2. sezon)         |
| Maciej Mikołajczyk   | Nawarecki                        | 2022 (2. sezon)         |
| Marcin Januszkiewicz | Kuba Zakrzewski                  | 2022 (2. sezon)         |
| Zofia Żwirblińska    | Alicja                           | 2022 (2. sezon)         |
| Krzysztof Zawadzki   | Bogdan Różniak                   | 2022 (2. sezon)         |
| Marcin Czarnik       | Paweł Skrzyński                  | 2022 (2. sezon)         |
| Konrad Eleryk        | oficer dyżurny                   | 2022 (2. sezon)         |
| Anna Dymna           | Zośka Gajda                      | 2020 (1. sezon)         |
| Izabela Kuna         | Dorota Gajda                     | 2020 (1. sezon)         |
| Zbigniew Stryj       | Marcin Gajda                     | 2020 (1. sezon)         |
| Grzegorz Damięcki    | Paweł Borkowski                  | 2020 (1. sezon)         |
| Edyta Torhan         | Ilona Borkowska                  | 2020 (1. sezon)         |
| Łukasz Garlicki      | Miłosz Wielgucki                 | 2020 (1. sezon)         |
| Tomasz Włosok        | Kuba Olechnowicz                 | 2020 (1. sezon)         |
| Mateusz Czułowski    | Olek Sarnecki                    | 2020 (1. sezon)         |
| Aleksandra Justa     | Natalia Gajda                    | 2020 (1. sezon)         |
| Maria Kania          | starszy aspirant Iza Maciejczuk  | 2020 (1. sezon)         |
| Sebastian Jasnoch    | sierżant sztabowy Jacek Sierpień | 2020 (1. sezon)         |
| Karol Bernacki       | sierżant sztabowy Tomasz Makar   | 2020 (1. sezon)         |
| Kazimierz Mazur      | aspirant Kowalski                | 2022 (2. sezon)         |

### Gościnna
- Tomasz Dedek jako Marian Zachara, ojciec Filipa
- Ewa Domańska jako matka Filipa
- Hanna Chojnacka jako sąsiadka Gajdów
- Justyna Sieniawska jako prowadząca galę „Szponów Sztuki”
- Juliusz Romanowski jako Franek Borkowski
- Marian Krawczyk jako Józef Nowak
- Małgorzata Klara jako Teresa Kołecka
- Dariusz Dłużewski jako kierowca autobusu
- Natalia Wolska jako Mila Gajda w dzieciństwie
- Witold Wieliński jako dyrektor klubu
- Ewa Drzymała jako pani dyrektor
- Filip Dziwiszek jako Przemek Wolak
- Ryszard Kakietek jako Sylwek Czapski
- Damian Kulec jako dziennikarz
- Marta Kurzak jako Gosia
- Sławomir Śmiałek jako mundurowy Zygmunt Magiera
- Bronisława Żywiecka jako Zuzia
- Adam Wietrzyński jako Marek Stecki
- Anna Moskal jako adwokat Pawła Borkowskiego
- Oskar Stoczyński jako adwokat Kuby Olechnowicza
- Marta Zięba jako Anna Urbaniak
- Michał Felczak jako facet
- Adam Szyszkowski jako ojciec Kuby Olechnowicza
- Katarzyna Skarżanka jako matka Kuby Olechnowicza
- Paweł Tucholski jako jasnowidz
- Maciej Cymorek jako Simek
- Karolina Nowakowska jako celniczka
- Barbara Kałużna jako nauczycielka Olka Sarneckiego
- Bożena Stachura jako psycholog Drzewiecka
- Maciej Więckowski jako barman
- Anna Sroka-Hryń jako Paulina Kowalska
- Marek Braun jako strażnik ochrony lotniska
- Tomas Kollarik jako policjant
- Jaropełko Laskowski jako policjant
- Dorota Kuduk jako dziennikarka
- Robert Majewski jako lekarz Kuby Olechnowicza
- Patryk Janas jako fotograf

## Spis serii
| Seria       | Seria | Odcinki    | Premiera (Player) | Premiera (Player) | Premiera (Player) | Premiera (Player)             | Premiera (TVN)       | Premiera (TVN)                      | Premiera (TVN)                      | Premiera (TVN) | Premiera (TVN)      |
| Seria       | Seria | Odcinki    | Sezon             | Premiera serii    | Finał serii       | Dzień tyg. dodawania odcinków | Sezon                | Premiera serii                      | Finał serii                         | Emisja         | Średnia oglądalność |
| ----------- | ----- | ---------- | ----------------- | ----------------- | ----------------- | ----------------------------- | -------------------- | ----------------------------------- | ----------------------------------- | -------------- | ------------------- |
|             | 1.    | 1–10 (10)  | zima 2020/2021    | 29 grudnia 2020   | 23 lutego 2021    | wtorek                        | zima 2020/2021       | 20 stycznia 2021 (tylko 1. odcinek) | 20 stycznia 2021 (tylko 1. odcinek) | środa 21:30    | bd.                 |
| jesień 2021 | 1.    | 1–10 (10)  | zima 2020/2021    | 29 grudnia 2020   | 23 lutego 2021    | wtorek                        | 18 października 2021 | 13 grudnia 2021                     | poniedziałek 22:40/22:30/21:35      | 532 547        |                     |
|             | 2.    | 11–20 (10) | wiosna 2022       | 10 maja 2022      | 12 lipca 2022     | wtorek                        | —                    | —                                   | —                                   | —              | —                   |

## Produkcja
Zdjęcia do pierwszego sezonu produkcji rozpoczęły się latem 2020 roku w Warszawie, a zakończyły się we wrześniu tego samego roku. Fabuła w serialu oparta jest na prawdziwych historiach zaginięć w Polsce. 
W grudniu 2020 w mediach społecznościowych TVN Grupa Discovery rozpoczął się pierwszy etap akcji „Nieobecni są wśród nas” zwracającej uwagę na przypadki zaginięć. Zaangażowana w kampanię była również Fundacja Itaka. W spotach wideo wzięli udział aktorzy odgrywający w serialu główne role: Justyna Wasilewska, Piotr Głowacki oraz Anna Dymna. W drugiej części kampanii Danuta Stenka, Justyna Wasilewska, Piotr Głowacki, Izabela Kuna oraz Anna Dymna odczytywali listy rodzin osób zaginionych.
W lutym 2021 poinformowano, że platforma VOD Player planuje drugi sezon produkcji, którego premiera odbyła się 10 maja 2022 roku.

## Odbiór
15 stycznia 2021 poinformowano, że serial znalazł się na pierwszym miejscu najchętniej oglądanych płatnych pozycji serwisu VOD Player. Pierwsze trzy odcinki na antenie stacji telewizyjnej TVN obejrzało średnio 537 tys. widzów.